# Lepidodiplosis seychellensis
Lepidodiplosis seychellensis är en tvåvingeart som beskrevs av Jean-Jacques Kieffer 1911. Lepidodiplosis seychellensis ingår i släktet Lepidodiplosis och familjen gallmyggor.
Artens utbredningsområde är Seychellerna. Inga underarter finns listade i Catalogue of Life.